# România la Concursul Muzical Eurovision Junior
România a debutat la Concursul Muzical Eurovision Junior în 2003, fiind una dintre cele 16 țări participante la prima ediție. Cel mai bun rezultat a fost la a doua participare, în 2004, când Noni Razvan Ene a terminat pe locul al patrulea cu piesa "Îți mulțumesc".
Bubu cu piesa  "Tobele sunt viața mea"  a luat același loc în 2003 ca și Nicola la Concursul Muzical Eurovision din același an, adică locul 10.
Televiziunea publică din România, TVR, a găzduit concursul în anul 2006, desfășurându-se la Sala Polivalentă din București pe 2 decembrie 2006.
În 2010, TVR și-a anunțat retragerea din concurs. Până în 2010, România a strâns în total 459 de puncte.
În 2014, Bianca Dinescu, o reprezentantă a postului public TVR, a afirmat într-un interviu acordat unui site de știri legate de Concursul Muzical Eurovision Junior, că România ia în considerare o revenire în concurs, după ce s-a retras după concursul din 2009. Totuși, TVR a anunțat la data de 2 august că România nu va reveni în 2014.

## Rezultate

#### Legendă:
Câștigător
     Locul al doilea
     Locul al treilea
     Ultimul loc
| An   | Gazda       | Artist             | Titlu                   | Poziție | Puncte |
| ---- | ----------- | ------------------ | ----------------------- | ------- | ------ |
| 2003 | Copenhaga   | Bubu               | "Tobele sunt viața mea" | 10      | 35     |
| 2004 | Lillehammer | Noni Răzvan Ene    | "Îți mulțumesc"         | 4       | 123    |
| 2005 | Hasselt     | Alina Eremia       | "Țurai"                 | 5       | 89     |
| 2006 | București   | New Star Music     | "Povestea mea"          | 6       | 80     |
| 2007 | Rotterdam   | 4Kids              | "Sha-la-la"             | 10      | 54     |
| 2008 | Limassol    | Mădălina & Andrada | "Salvați planeta!"      | 9       | 59     |
| 2009 | Kiev        | Ioana Bianca Anuța | "Ai puterea în mâna ta" | 13      | 19     |

## Istoria voturilor (2003-2009)
| Pozitie | Țară                | Puncte |
| ------- | ------------------- | ------ |
| 1       | Belarus             | 43     |
| 2       | Spania              | 40     |
| 3       | Republica Macedonia | 32     |
| 4       | Rusia               | 27     |
| 5       | Ucraina             | 26     |
| 6       | Belgia              | 23     |
| 7       | Armenia             | 21     |
| 8       | Regatul Unit        | 20     |
| 9       | Croația             | 19     |
| 10      | Grecia              | 18     |
| =       | Malta               | 18     |
| 12      | Danemarca           | 17     |
| =       | Georgia             | 17     |
| 14      | Țările de Jos       | 16     |
| 15      | Suedia              | 15     |
| 16      | Serbia              | 14     |
| 17      | Cipru               | 13     |
| 18      | Bulgaria            | 8      |
| =       | Lituania            | 8      |
| 20      | Norvegia            | 5      |
| 21      | Franța              | 3      |
| 22      | Letonia             | 2      |

| Pozitie | Țară                | Puncte |
| ------- | ------------------- | ------ |
| 1       | Cipru               | 47     |
| 2       | Spania              | 42     |
| 3       | Republica Macedonia | 36     |
| 4       | Grecia              | 33     |
| 5       | Belarus             | 22     |
| 6       | Belgia              | 19     |
| =       | Malta               | 19     |
| =       | Suedia              | 19     |
| 9       | Letonia             | 17     |
| 10      | Croația             | 16     |
| 11      | Norvegia            | 14     |
| =       | Portugalia          | 14     |
| 13      | Serbia              | 13     |
| 14      | Elveția             | 10     |
| =       | Franța              | 10     |
| 16      | Regatul Unit        | 9      |
| =       | Țările de Jos       | 9      |
| 18      | Bulgaria            | 8      |
| =       | Polonia             | 8      |
| =       | Rusia               | 8      |
| =       | Ucraina             | 8      |
| 22      | Armenia             | 4      |
| 23      | Danemarca           | 2      |
| =       | Georgia             | 2      |
| =       | Lituania            | 2      |

## Gazdă

Sala Polivalentă: Vedere dinspre parcare

| An   | Oraș      | Locație          | Prezentatori              | Data finalei     | Piesa câștigătoare                      |
| ---- | --------- | ---------------- | ------------------------- | ---------------- | --------------------------------------- |
| 2006 | București | Sala Polivalentă | Andreea Marin, Ioana Ivan | 2 decembrie 2006 | Rusia - "Vesenniy Jazz" (Весенний Джаз) |